# إنديانابوليس 500 سنة 1988
سباق إنديانا بوليس -500 ميل 1988 أقيم في حلبة إنديانابوليس موتور سبيدواي في 29 مايو 1988 وفاز في السباق ريك ميرز من فريق فريق بنسك بمتوسط سرعة 144.809.
وكان أول المنطلقين ريك ميرز بسرعة 219.198.